# رانچو سیکو (کالیفرنیا)
رانچو سیکو (به انگلیسی: Rancho Seco) یک منطقهٔ مسکونی در ایالات متحده آمریکا است که در شهرستان کرن، کالیفرنیا واقع شده‌است. رانچو سیکو ۶۱۸ متر بالاتر از سطح دریا واقع شده‌است.